# Ciry-le-Noble
Ciry-le-Noble – miejscowość i gmina we Francji, w regionie Burgundia-Franche-Comté, w departamencie Saona i Loara.
Według danych na rok 1990 gminę zamieszkiwało 2795 osób, a gęstość zaludnienia wynosiła 85 osób/km² (wśród 2044 gmin Burgundii Ciry-le-Noble plasuje się na 70. miejscu pod względem liczby ludności, natomiast pod względem powierzchni na miejscu 137.).